# جيرهارد لويس دي غير
جيرهارد لويس دي غير هو سياسي سويدي، ولد في 27 نوفمبر 1854 في كريستيانستاد في السويد، وتوفي في 25 فبراير 1935 في Kviinge church parish ‏ في السويد. انتخب governor of Kristianstad county ‏ (1905 – 1923) وانتخب member of the First Chamber ‏ عن دائرة Skåne Northern and Eastern (constituency) ‏ (1901 – 1914) وانتخب رئيس وزراء السويد (27 أكتوبر 1920 – 23 فبراير 1921).